# حقائق المعرفة في علم الكلام
حقائق المعرفة في علم الكلام هو كتاب من تأليف الإمام أحمد بن سليمان (566هـ) من أهم الكتب الزيدية التي ألفت في أصول الدين، وهو من المناهج المعتمدة في مدارس الزيدية وفي هجرها العلمية المختلفة، استدل المؤلف فيه بالعقل والنقل

## موضوعات الكتاب
1. طريق النظر ووجوبه.
2. معرفة الصنع.
3. معرفة الصانع.
4. معرفة التوحيد.
5. معرفة العدل.
6. معرفة النعمة.
7. معرفة شكر المنعم.
8. معرفة البلاء.
9. معرفة الجزاء.
10. معرفة الكتاب.
11. معرفة الرسول.
12. معرفة الإمام.
13. معرفة الاختلاف.

## مؤلفه
هو الإمام أحمد بن سليمان بن محمد بن المطهر بن علي بن الناصر أحمد بن الإمام الهادي يحيى بن الحسين بن القاسم بن إبراهيم بن إسماعيل بن إبراهيم بن الحسن بن الحسن بن علي بن أبي طالب.
ابتدأ دعوته في الإمامة السياسية بعد أن أحرز علوم الاجتهاد، وهو في الواحد والثلاثين سنة 532هـ فبايعه أهل اليمن في الجوف وصعدة وصنعاء، وكان من أهم مناصريه والدعاة إليه الشيخ العلامة الشاعر نشوان بن سعيد الحميري، وكان يحضه على التحرك جنوبا إلى صنعاء، له شعرا:
فأنت تصلح للرايات تعقدها .... وللمواكب تحيي الدين والسننا
وللمنابر تنشئ فوقها خطباً .... تُعيي اللبيب النجيب العالم الفطنا
ما كان جدك حرّاثا فتلحقه .... بل مرسل قد أتى بالوحي مؤتمنا
ما زال في عمره مستفتحاً بلداً .... أو قاسماً مغنماً، أو مالكاً مدنا
وصل نفوذه السياسي إلى بلاد الزيدية خارج اليمن، وخطب له بينبع وخيبر، وانقادت لأحكام ولايته الجيل والديلم.
ذكر المؤرخ والشاعر أحمد الشامي، أنه كان: من دعاة بث العدالة الاجتماعية ونشرها، ومحاربة الإثراء الفاحش القائم على الاحتكار واستغلال الجاه والمنصب، وإقامة مجتمع إسلامي فاضل تسوده المساواة وحرية التفكير والتعبير في إطار مكارم الأخلاق، يأمر بالمعروف وينهى عن المنكر فيه العلماء وأهل الحل والعقد، وكان يكلّف العلماء والمفكرين بوعظ الناس وإرشادهم.
قال العلامة العزي: عاش إماماً، أربعة وثلاثين عاماً كلها جهاد وصراع وكفاح، وعرق ودموع، وشعر وتأليف، ومناظرات ومحاورات، وصداقات وخصومات، وأخيراً أَسر وسجن، ثم عُزْلة وعَمَى! لم يختزن مالاً، ولا بنى قصراً، ولم يخلف غير كتبه وأشعاره.
وله مؤلفات أخرى، في الفقه، وأصوله، وغير ذلك، منها أصول الأحكام في الحلال والحرام.
توفي المؤلف في مديرية حيدان في محافظة صعدة باليمن وقبره مشهور مزور.

## الطبعة الأولى للكتاب
الطبعة الأولى عام 1424هـ/ 2003م في مؤسسة الإمام زيد بن علي الثقافية، بتحقيق العلامة حسن بن يحيى اليوسفي